# Marca de Liguria oriental
La marca de Génova o Liguria oriental fue una antigua marca medieval creada en 961 por el emperador Otón I. En un primer lugar la marca fue denominada Obertenga, debido a su primer titular, el conde Oberto I. También fue denominada marca Januensis, a partir de la capitalidad de Génova. 
Su creación fue parte de una reorganización de la frontera con Francia.  Este territorio estaba formado por la marca de Ivrea, siendo dividido en tres distritos fronterizos: Liguria occidental, que se convirtió en el marquesado del Montferrato; la Liguria oriental, integrada por los condados de Luni, Tortona, Milán y Génova; y en el interior la que se denominó marca de Turín (futuro ducado de Saboya).
La marca de Liguria Oriental recayó inicialmente en la ancestral  Casa Obertenga, descendientes de Oberto I. El título de marqués se convirtió en común dentro de la familia. Adalberto II fue llamado marqués de Longobardia. En su momento, la marca también fue llamada marca de Milán o de Liguria.
Su nieto Obizzo se convirtió en el primer marqués de Este en 1173, y se creó la marca de Milán y Génova en 1184, concedida por el emperador Federico I. Desde entonces, el título de Casa de Este tiene más trascendencia, sobre todo con el crecimiento de la ciudad-estado de Milán y la república de Génova.

## Condes de la marca
- Oberto I, 961-997
- Adalberto I, 997
- Oberto II, 997-1013
- Alberto Azzo I, 1013-1029
- Alberto Azzo II, 1029-1097
- Fulco I, 1097-1146
- Obizzo I, 1146-1193